# Bilderbergconferentie 2000

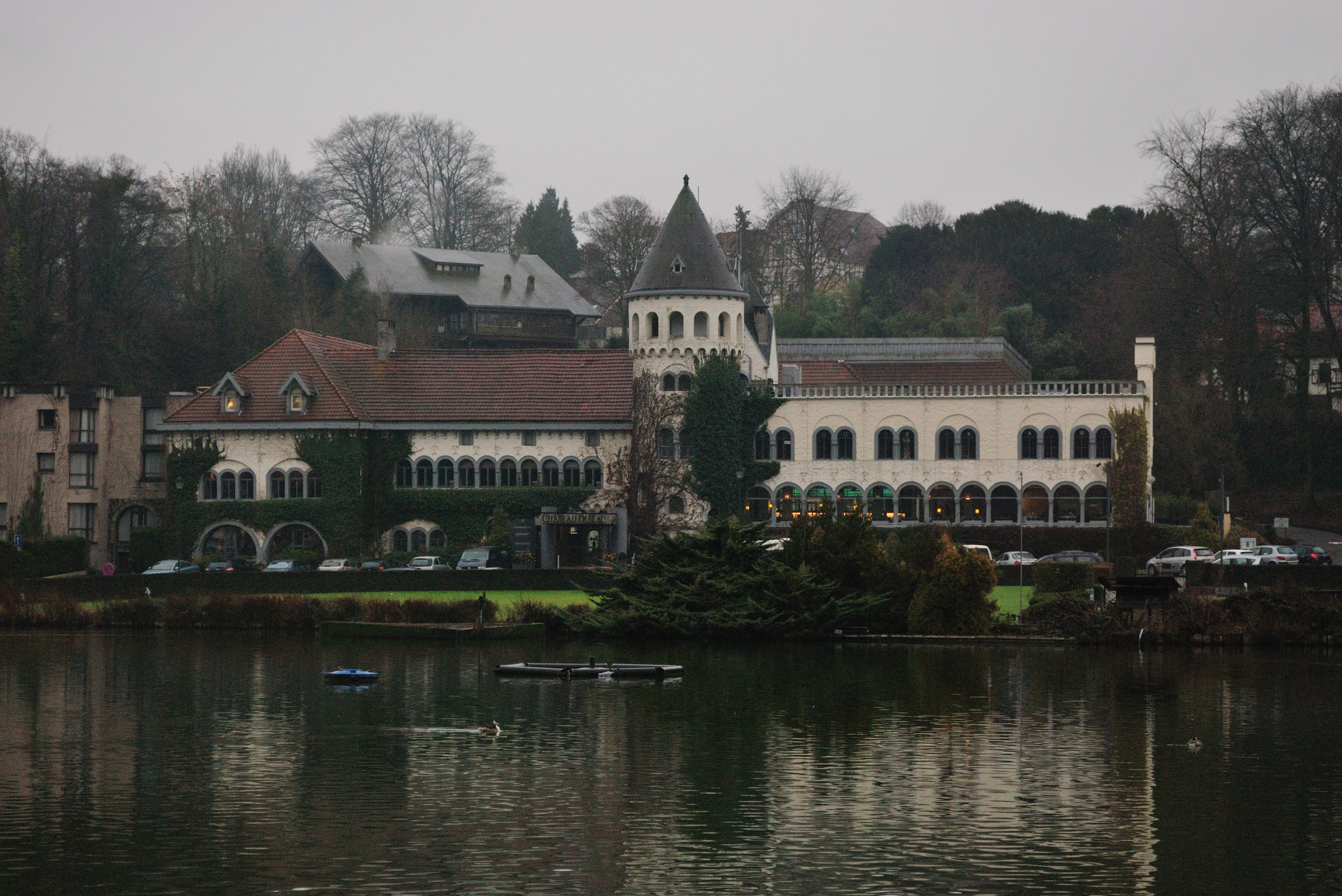
Hotel Château Du Lac

De Bilderbergconferentie van 2000 werd gehouden van 1 t/m 4 juni 2000 in het Hotel Château Du Lac in Genval, België. Vermeld zijn de officiële agenda indien bekend, alsmede namen van deelnemers indien bekend. Achter de naam van de opgenomen deelnemers staat de hoofdfunctie die ze op het moment van uitnodiging uitoefenden.

## Agenda
- US Elections (verkiezingen in de VS)
- Globalization (Globalisering)
- New Economy (Nieuwe Economie)
- The Balkans (De Balkan)
- EU Enlargement (EU-uitbreiding)
- The European Far Right (Het Europees rechts-extremisme)

## Deelnemers
- Nederland - Koningin Beatrix, staatshoofd der Nederlanden
- Nederland - Dick Benschop, Nederlands staatssecretaris Europese Zaken
- België - Étienne Davignon, Belgisch voorzitter Generale Maatschappij van België)
- Nederland - Victor Halberstadt, Nederlands hoogleraar economie
- België - Jan Huyghebaert, Belgisch voorzitter Almanij NV
- België - Daniel Janssen, Belgisch zakenman, voorzitter Solvay N.V.
- België - Maurice Lippens, Belgisch bankier, voorzitter FORTIS Bank
- België - Philippe de Schoutheete de Tervarent, voormalig  permanent vertegenwoordiger van België in de EU
- Nederland - Jeroen van de Veer, president-commissaris van (Royal Dutch Shell
- België - België Philippe (ZKH Prins), kroonprins van België

1954 ·
1955 (1) ·
1955 (2) ·
1956 ·
1957 (1) ·
1957 (2) ·
1958 ·
1959 ·
1960 ·
1961 ·
1962 ·
1963 ·
1964 ·
1965 ·
1966 ·
1967 ·
1968 ·
1969 ·
1970 ·
1971 ·
1972 ·
1973 ·
1974 ·
1975 ·
(1976) ·
1977 ·
1978 ·
1979 ·
1980 ·
1981 ·
1982 ·
1983 ·
1984 ·
1985 ·
1986 ·
1987 ·
1988 ·
1989 ·
1990 ·
1991 ·
1992 ·
1993 ·
1994 ·
1995 ·
1996 ·
1997 ·
1998 ·
1999 ·
2000 ·
2001 ·
2002 ·
2003 ·
2004 ·
2005 ·
2006 ·
2007 ·
2008 ·
2009 ·
2010 ·
2011 ·
2012 ·
2013 ·
2014 ·
2015 ·
2016 ·
2017 ·
2018 ·
2019 ·
2020 ·
2021 ·
2022 ·
2023